# آلتو (اتحادیه)، ویسکانسین
التو (اتحادیه)، ویسکانسین (به انگلیسی: Alto (community), Wisconsin) یک محدوده ثبت‌نشده در ایالات متحده آمریکا است که در التو، ویسکانسین واقع شده‌است.

## خصوصیات
التو ۲۸۸٫۰۴ متر بالاتر از سطح دریا واقع شده‌است.

## نگارخانه

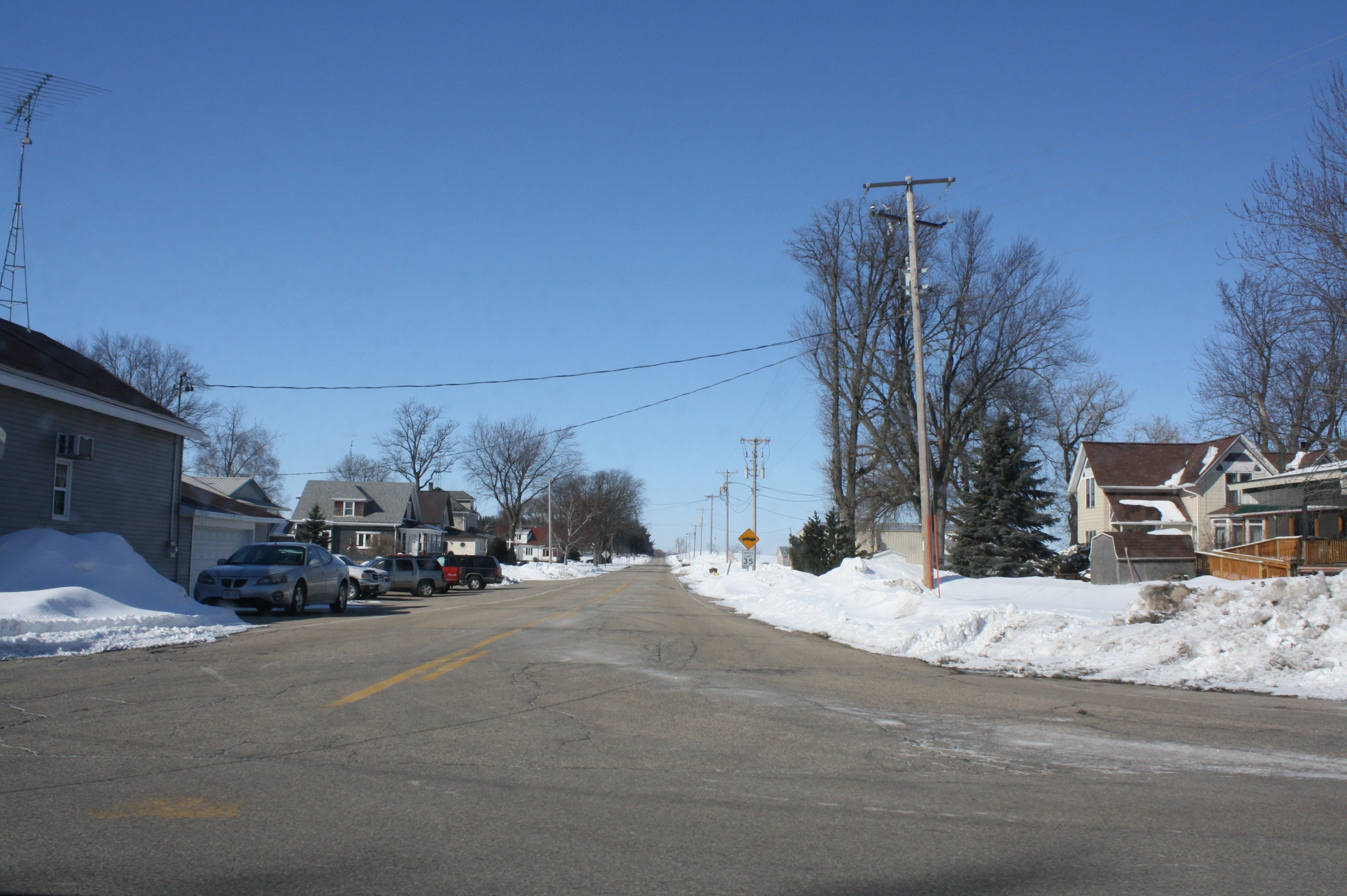
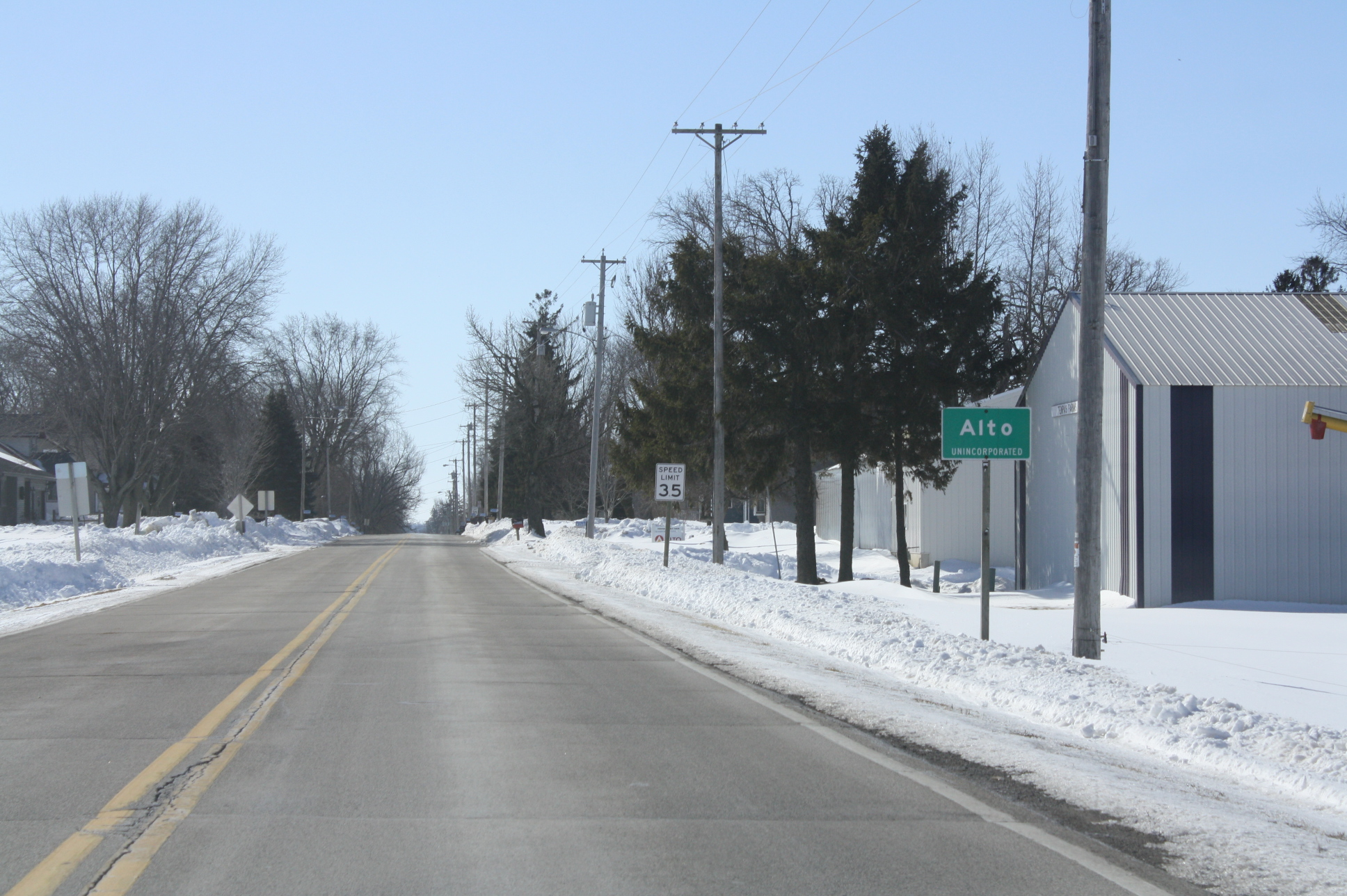
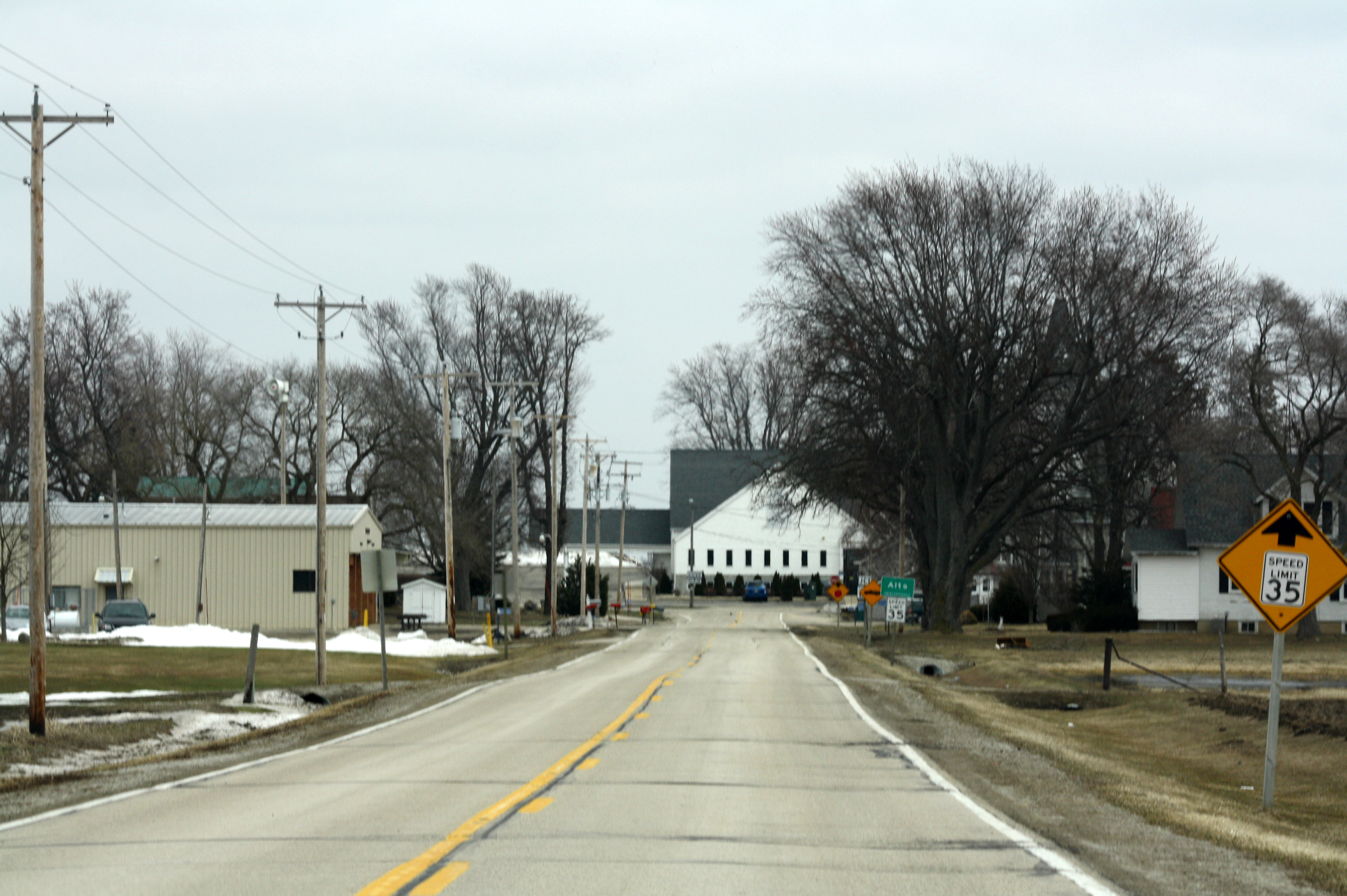